# Shmuel Krakowski
Shmuel Krakowski w Polsce Stefan Krakowski (ur. 23 marca 1926 w Warszawie, zm. 2018) – polski i izraelski historyk.

## Życiorys
W okresie II wojny światowej był członkiem podziemnej organizacji młodzieżowej w getcie łódzkim. Przeżył obóz zagłady w Auschwitz.
Następnie do 1966 oficer pionu politycznego Ludowego Wojska Polskiego (w stopniu majora). Później pracownik Muzeum Historii Polskiego Ruchu Rewolucyjnego i kierownik archiwum w Żydowskim Instytucie Historycznym. W następstwie wydarzeń marcowych zwolnił się z pracy i wyjechał do Izraela. Tam ukończył studia na Uniwersytecie Hebrajskim w Jerozolimie. Był dyrektorem Instytutu Jad Waszem w Jerozolimie aż do przejścia na emeryturę.

## Wybrane publikacje
- Emanuel Ringelblum, Polish-Jewish relations during the Second World War, ed. and with footnotes by Joseph Kermish, Shmuel Krakowski, Jerusalem: Yad Vashem 1974.
- The war of the Doomed: Jewish armed resistance in Poland, 1942-1944, forew. by Yehuda Bauer, transl. from the Hebr. by Orah Blaustein, New York – London: Holmes & Meier Publishers 1984.
- (współautor: Yisrael Gutman), Unequal victims: Poles and Jews during World War Two, transl. by Ted Gorelick and Witold Jedlicki, New York: Holocaust Library 1986.
- Mówią świadkowie Chełmna, wyboru dokonał Shmuel (Stefan) Krakowski, red. Shmuel (Stefan) Krakowski, Łucja Pawlicka Nowak, tł. z hebr. karteczki odezwy Łucja Pawlicka Nowak, Konin: Muzeum Okręgowe w Koninie – Łódź: Rada Ochrony Pamięci Walk i Męczeństwa 1996.
- Księga Sprawiedliwych wśród Narodów Świata: ratujący Żydów podczas Holocaustu: Polska, t. 1-2, red. nacz. Israel Gutman, red. współprowadzący Sara Bender, Shmuel Krakowski, wyd. pol. – red. nauk. Dariusz Lebionka, Robert Kuwałek, Adam Kopciowski, Kraków: Fundacja Instytut Studiów Strategicznych 2009.